# 比洛里奇察
50°40′35″N 31°59′50″E / 50.67639°N 31.99722°E

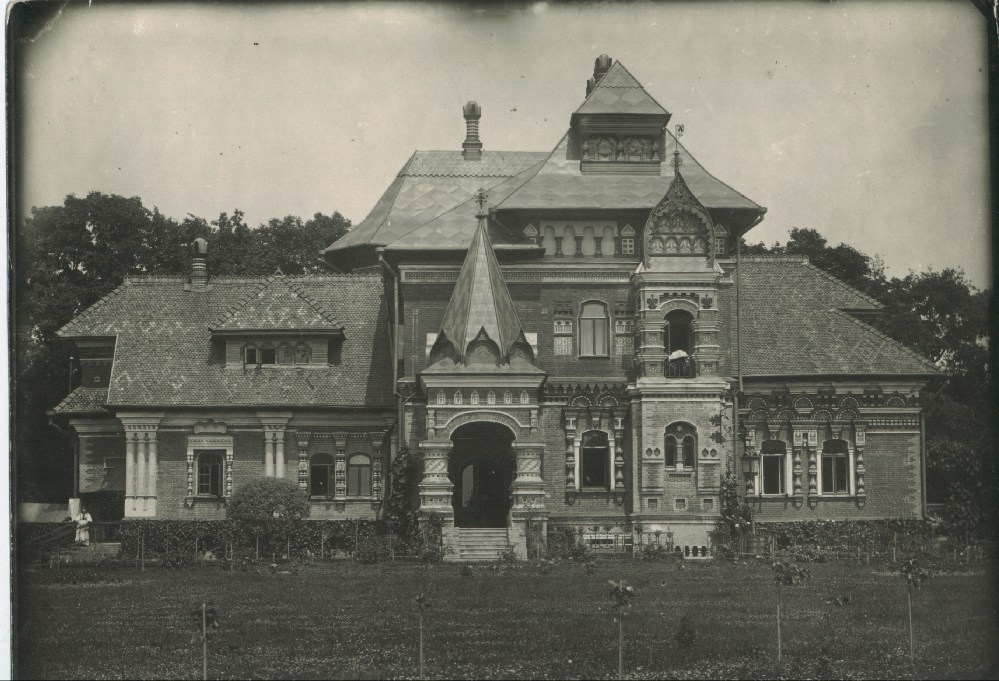

比洛里奇察（烏克蘭語：Білорічиця），是烏克蘭的村落，位於該國北部切爾尼戈夫州，由普里盧基區苏霍波洛瓦市镇負責管轄，始建於1600年，面積2.95平方公里，海拔高度124米，2001年人口1,096，人口密度每平方公里371.15人。